# Große Vorstadt-Synagoge (Lemberg)

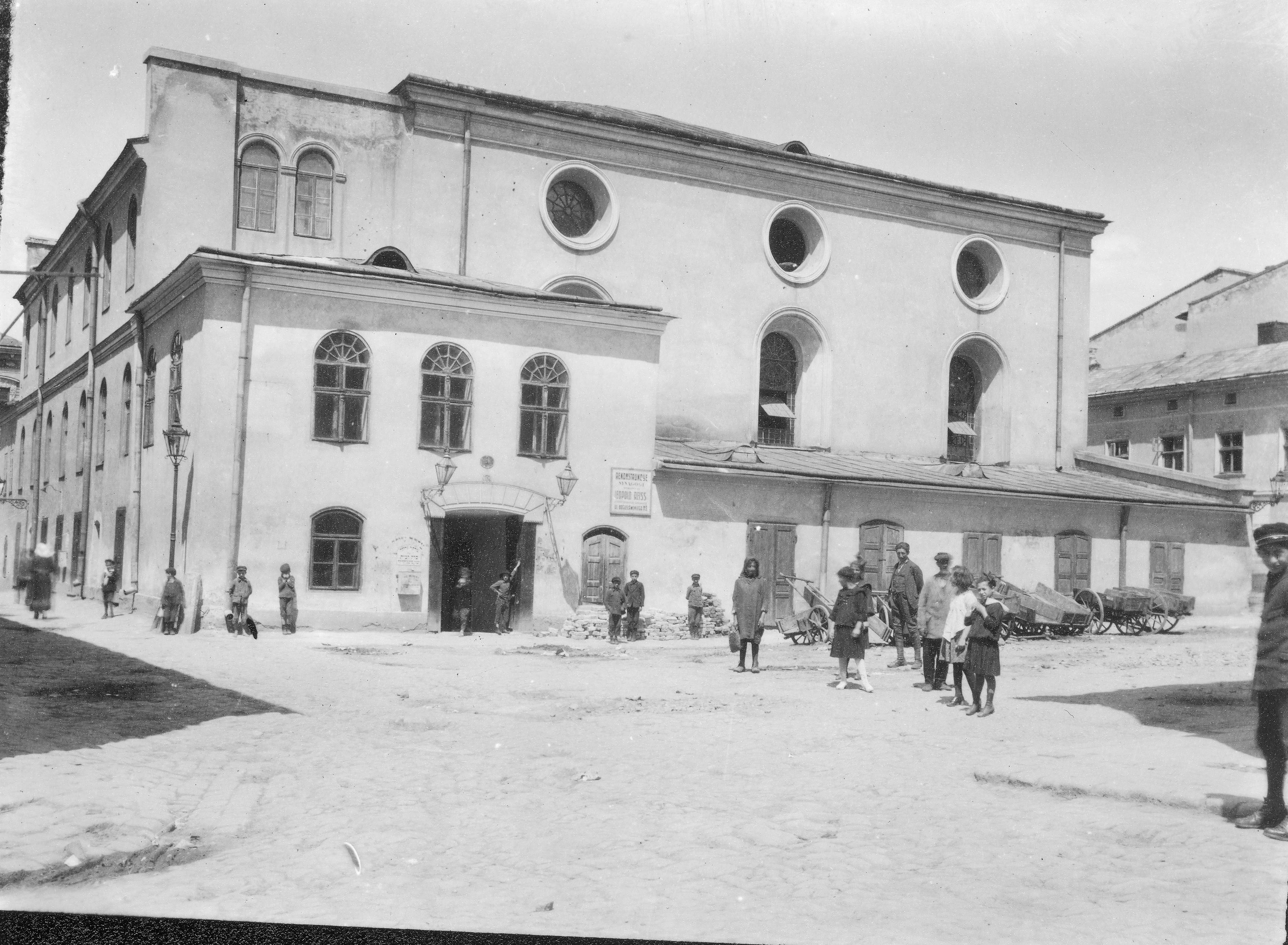
Synagoge (1921)

Die Große Vorstadt-Synagoge war eine Synagoge in der Bożnicza- (heute: Sanska-)Straße Nr. 16 in Lemberg in der Ukraine.

## Geschichte
Die erste jüdische Stadtgemeinde Lembergs wird im 14. Jahrhundert erwähnt, wobei die jüdische Gemeinde unter dem persönlichen Schutz des polnischen Königs stand.
Eine Ansiedlung einer jüdischen Vorstadtgemeinde in der westlichen Lemberger Vorstadt, die Krakau genannt wird, ist im Jahre 1352 urkundlich belegt. In dieser Vorstadtgemeinde existierte bis mindestens 1457 eine Gemeinde von Karäern.
Die Vorstadtgemeinde bestand unabhängig von der Stadtgemeinde und hatte eigene Synagogen, Kult- und Wohltätigkeitseinrichtungen, auch eine Art Krankenhaus.
1623 wurde die hölzerne Synagoge aus dem Jahre 1623 in der Vorstadt zu Krakau, außerhalb der Krakauer Stadtmauern durch ein Feuer vernichtet.
In den Jahren 1632/33 wurde eine Steinsynagoge erbaut. Grundlage dafür war ein Abkommen mit dem Stadtrat, der Bauweise und Standort bestimmte.
Die jüdische Gemeinde Lembergs vergrößerte sich, als Lemberg in den Jahren 1772 bis 1914 Hauptstadt des österreichischen Teils von Galizien wurde. Die neuen Gemeindemitglieder waren aber zumeist Chassiden, die ihre eigenen Schtiblech bzw. Betstuben errichteten. Das erste Schtibl wurde schon 1820 errichtet. Bis 1838 gab es bereits sechs weitere Betsäle. 1869 existierten in Lemberg vierzehn Synagogen und etwa achtzig Schtibl.
1918 wurde Lemberg polnisch und ein Pogrom brach aus, wobei die Große Synagoge verbrannt wurde. Die Vorstadtsynagoge war eine der wenigen Synagogen, die diesen Pogrom überstand. 1939 zählte die jüdische Gemeinde zu Lemberg 109.500 Mitglieder.
1941 wurde die Synagoge von der NS-Herrschaft vernichtet. Im März des Jahres 1942 und im Januar des Jahres 1943 wurden von der Gemeinde etwa 97.000 Mitglieder ermordet.

## Architektur

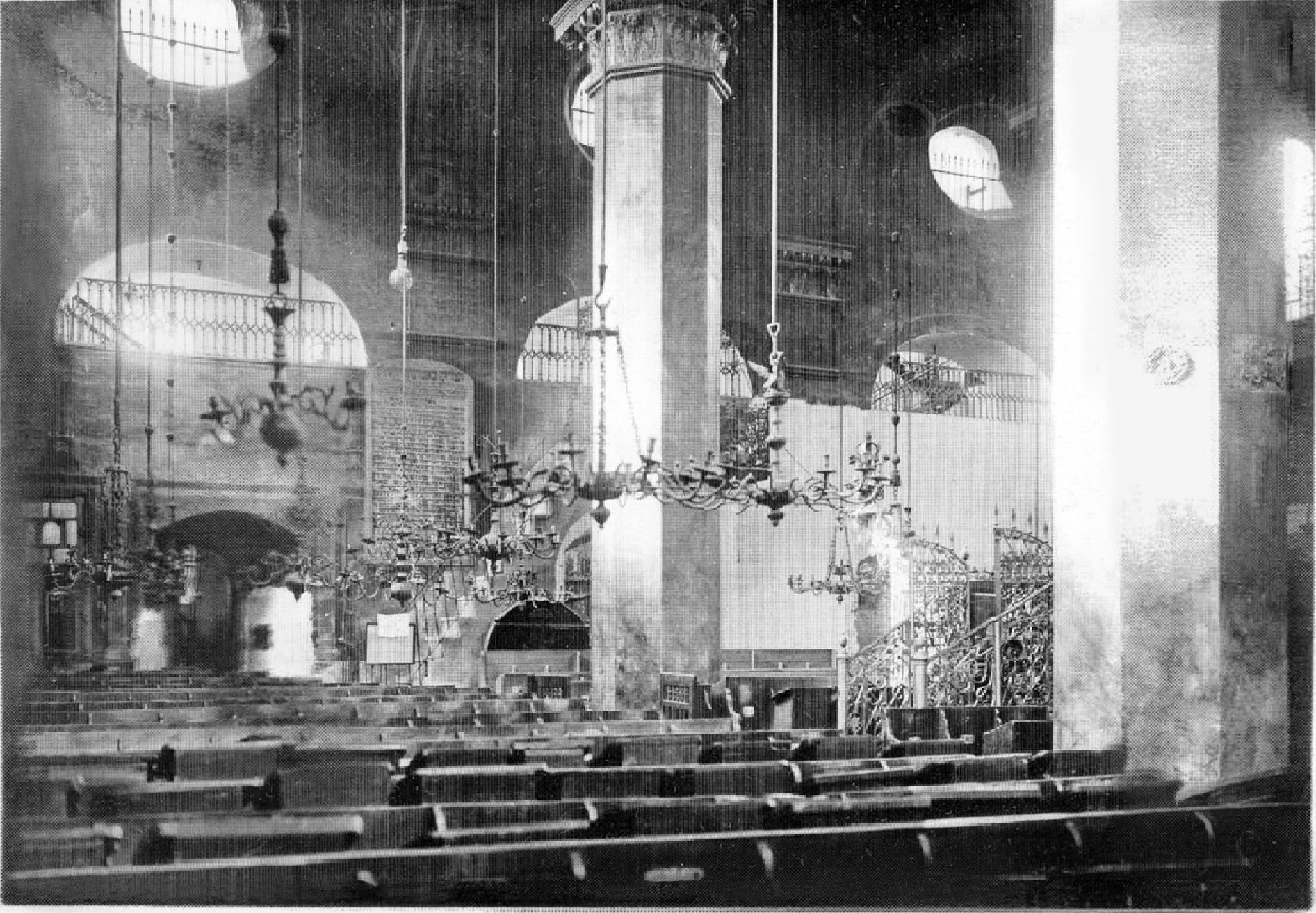
Die Pfeiler befanden sich in der Mitte der Synagoge, an den vier Ecken der Bima in der Mitte des Raumes und machten die Synagoge zu einer sog. Neun-Felder-Synagoge

Die Synagoge wurde über eine Vorhalle im Westen betreten, die eine Treppe, einen Pranger und Zunfträume hatte und ein bzw. zwei Stufen oberhalb des Bet- und Hauptsaals lag. Der Pranger befand sich an der Ostwand der Vorhalle.
In der Höhe von 4,15 m an der West- und Eingangswand befand sich eine Empore zu dem 15 Stufen hinaufführten und der für einen Knabenchor bestimmt war.
Der Betsaal selbst war 19,30 m lang, 20,10 m breit und 19,20 m tief. Das Kreuzgewölbe des Hauptsaals wurde durch neun Felder von flachen Bögen aufgegliedert, wobei das Kreuzgewölbe selbst ausschließlich durch vier große Pfeiler getragen wurde. Die vier oktogonalen Gewölbepfeiler befanden sich an den vier Ecken der Bima in der Raummitte. Dadurch konnte ein größerer Raum überspannt werden, als es bisher möglich war. Diese Art der Gestaltung ist als Neun-Felder- oder Vier-Pfeiler-Synagoge bekannt und wurde auch in der etwa zeitgleich gebauten Großen Maharscha-Synagoge in Ostroh gewählt. Sie verbreitete sich von hier aus bis in das 19. Jahrhundert nach Westen.
Die Große Vorstadt-Synagoge ähnelt in ihrem Baustil stark der etwa zur gleichen Zeit entstandenen Großen Maharscha-Synagoge in Ostroh. Daher nimmt man an, dass sie von demselben Architekten (Giacomo Medleni) entworfen wurde. Dieser ließ sich dabei wahrscheinlich von (fiktiven) Rekonstruktionen des spanischen Jesuitenpaters Juan Bautista Villalpando inspirieren, in denen dieser den Salomonischen Tempel in Jerusalem darstellte.